# Алексієвська сільська рада (Петропавловський район)
Алексі́євська сільська рада (рос. Алексеевский сельский совет) — сільське поселення у складі Петропавловського району Алтайського краю Росії.
Адміністративний центр та єдиний населений пункт — село Алексієвка.

## Населення
Населення — 1350 осіб (2019; 1399 в 2010, 1526 у 2002).